# Volbeat
Volbeat — датская метал-группа, образованная в Копенгагене в 2001 году. Музыкальный стиль группы вдохновлён такими исполнителями как Metallica, Social Distortion, Элвис Пресли и Джонни Кэш. Текущий состав группы включает вокалиста и гитариста Микаэля Поулсена, гитариста Роберта Каджано, басиста Каспара Бойе Ларсена и ударника Йона Ларсена. Коллектив выпустил семь студийных альбомов, ставших «золотыми» и «платиновыми» в Дании и ряде других стран. Название Volbeat восходит к альбому первой группы Микаэля Поулсена Dominus — Vol.Beat (1997). «Vol» означает альбом, «Beat» — музыкальный стиль, бит.

## История

### Ранние годы (2001—2004)
Микаэль Поулсен начал свою карьеру в дэт-метал-группе Dominus. В 2000 году он утратил интерес к этому музыкальному направлению, вследствие чего Dominus были расформированы. В 2001 году вместе со своими друзьями и коллегами по Dominus Поулсен создал новую группу под названием Volbeat. Первая демозапись группы, Beat the Meat, была продана в объёме 1000 экземпляров, благодаря чему Volbeat получили приглашение от лейбла Rebel Monster Records.

### The Strength / The Sound / The Songs (2005—2006)
Дебютный альбом коллектива, The Strength / The Sound / The Songs, был выпущен в 2005 году. Пластинка пользовалась широким успехом в Дании и достигла 18-й строчки в чарте Tracklisten. Музыкальные критики также отнеслись к альбому благосклонно, к примеру, рецензент немецкого рок-журнала Rock Hard дал The Strength / The Sound / The Songs максимальную оценку 10 из 10.

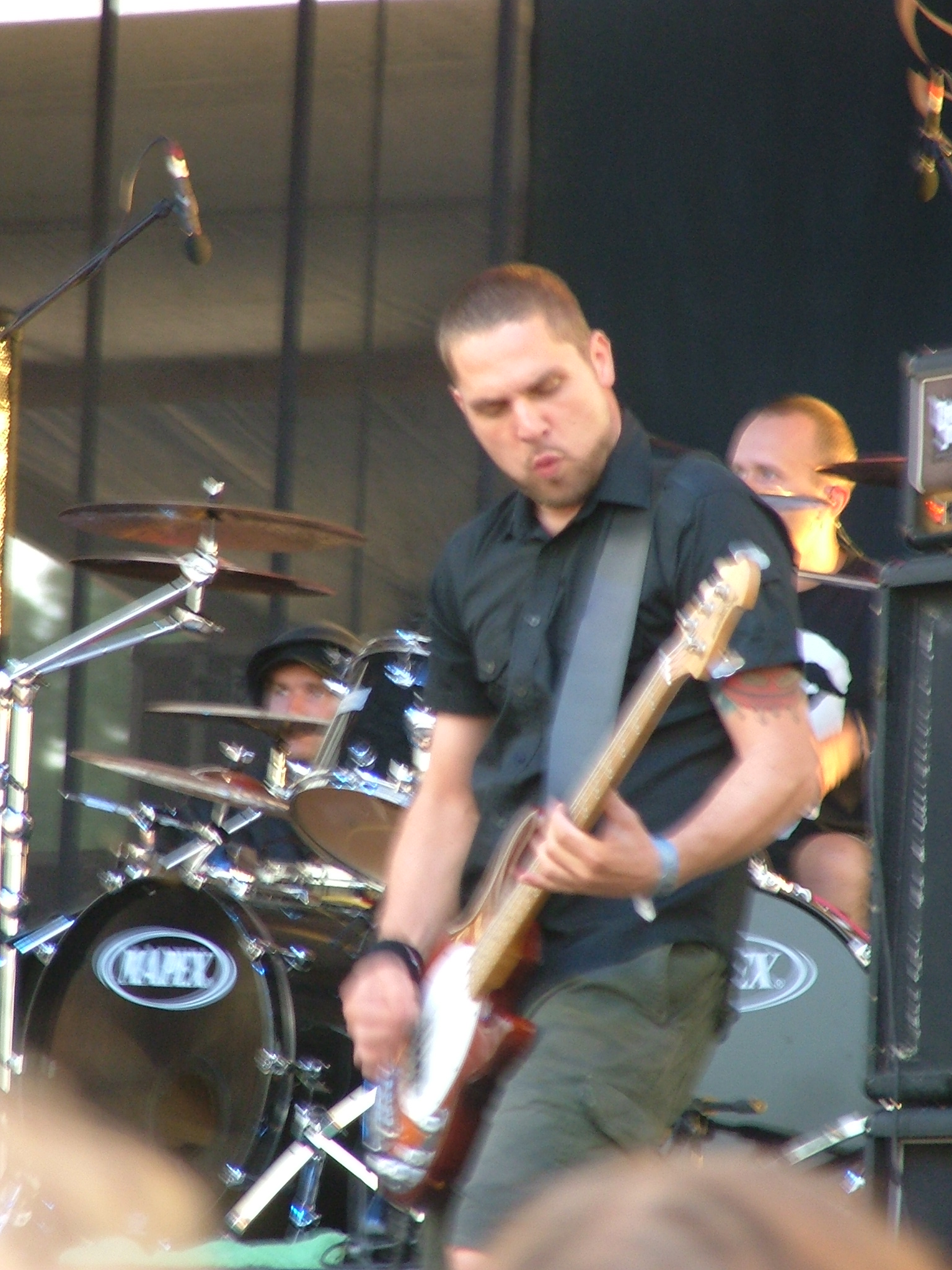
Басист Андерс Кйольхольм (2007)

### Rock the Rebel / Metal the Devil (2007)
В 2007 году группа выпустила свой второй альбом под названием Rock the Rebel / Metal the Devil, который удерживал 1-е место Tracklisten в течение недели. Коллектив выступил на открытии фестиваля Roskilde, а также на разогреве у Metallica и Mnemic на их концерте в Дании в июле 2007 года. Затем последовал совместный концерт с Megadeth в Финляндии и в родном городе Volbeat — Копенгагене и несколько выступлений на летнем фестивале 2008 года. После записи Rock the Rebel / Metal the Devil коллектив покинул гитарист Франс Готтсхалк, место которого занял Томас Бредал.

### Guitar Gangsters & Cadillac Blood (2008—2009)
В 2008 году вышел третий альбом Volbeat, Guitar Gangsters & Cadillac Blood, возглавивший датский Tracklisten и финский Suomen virallinen lista. Обозреватель Rock Hard оценил запись на 9 баллов. После выхода Guitar Gangsters & Cadillac Blood группа была четырежды номинирована на Danish Music Awards — датский эквивалент премии «Грэмми». В числе номинаций были «Альбом года», «Группа года» и «Лучший вокал». В 2009 году коллектив выступал на главной сцене фестиваля Pinkpop, а также сопровождал Nightwish в их туре по США и Metallica на гастролях World Magnetic Tourtour по Северной Америке.

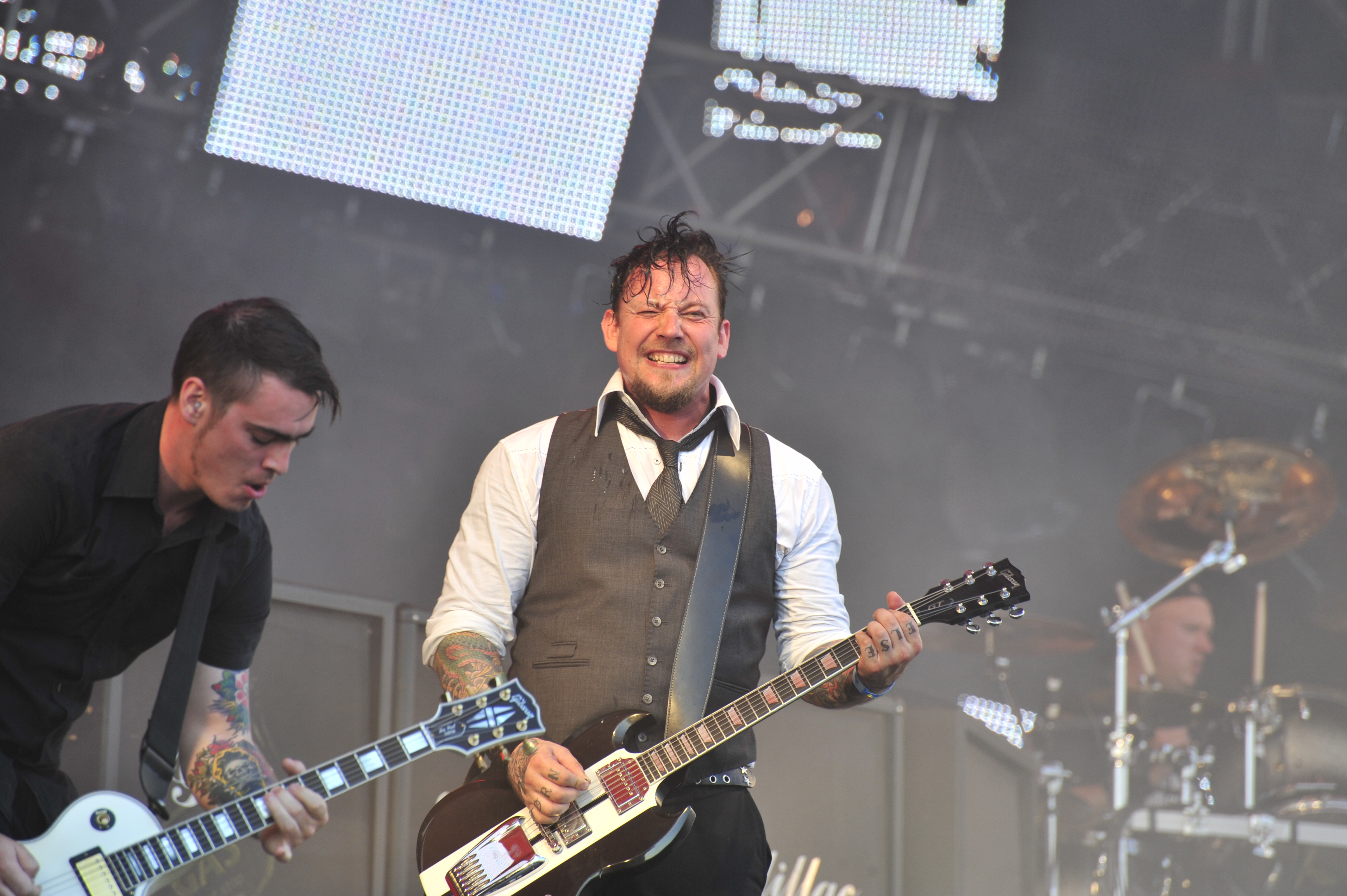
Лидер Volbeat Микаэль Поулсен (2009) (в центре)

### Beyond Hell / Above Heaven (2010—2012)
В 2010 году был издан новый альбом, под названием Beyond Hell/Above Heaven, продолживший сюжетную линию Guitar Gangsters & Cadillac Blood. В июне Volbeat приняли участие в Download Festival и подтвердили информацию о совместном выступлении с «Большой четверкой» Metallica, Megadeth, Anthrax и Slayer на шоу Sonisphere в Швейцарии.

### Outlaw Gentlemen & Shady Ladies (2013—2015)
В январе 2013 года к группе присоединился гитарист Anthrax Роберт Каджано, заменивший Томаса Бредала. Совместно с Якобом Хансеном он выступил продюсером пятого альбома Volbeat, Outlaw Gentlemen & Shady Ladies, который был выпущен в 2013 году. Пластинка заняла лидирующие позиции в чартах Tracklisten, Media Control Charts, Ö3 Austria Top 40 и других, а также была сертифицирована датским отделением международной федерации производителей фонограмм «золотым диском» через несколько дней после выхода. 13 ноября 2015 года Volbeat покинул бас-гитарист Андерс Кйольхольм. Расставание произошло по взаимному согласию.

### Seal the Deal & Let’s Boogie (2016—2018)
В мае 2016 место басиста занял Каспар Бойе Ларсен, соратник Микаэля Поулсена и Йона Ларсена с 1990-х, который также подменял Андерса Кйольхольма на первых гастролях Volbeat по Европе в 2006 году. В июне 2016 года вышел шестой студийный альбом группы — Seal the Deal & Let’s Boogie. Диск сразу же возглавил датский хит-парад Hitlisten, а в американском Billboard 200 дебютировал с четвёртой строчки, что стало лучшим коммерческим достижением Volbeat в США.

## Состав
- Микаэль Поулсен — вокал, соло и ритм-гитара (2001 — наст. время)
- Каспар Бойе Ларсен — бас-гитара (2016 — наст. время)
- Йон Ларсен — ударные (2001 — наст. время)

Бывшие участники
- Франс Готтсхалк — гитара (2001—2006)
- Томас Бредал — гитара (2006—2013)
- Андерс Кйольхольм — бас-гитара (2001—2015)
- Роб Каджано — соло и ритм-гитара (2013—2023)

## Дискография
- 2005 — The Strength / The Sound / The Songs
- 2007 — Rock the Rebel / Metal the Devil
- 2008 — Guitar Gangsters & Cadillac Blood
- 2010 — Beyond Hell / Above Heaven
- 2013 — Outlaw Gentlemen & Shady Ladies
- 2016 — Seal the Deal & Let’s Boogie
- 2019 — Rewind, Replay, Rebound
- 2021 — Servant of the Mind
- 2025 — God Of Angels Trust

Концертные альбомы
- 2008 — Live: Sold Out
- 2011 — Live From Beyond Hell / Above Heaven[13]

Демозаписи
- 2003 — Beat the Meat